# گروه پاراگون سافت‌ور
گروه پاراگون سافت‌ور (انگلیسی: Paragon Software Group) شرکت نرم‌افزار آلمانی است، که در سال ۱۹۹۴ تأسیس شد.